# Awanti

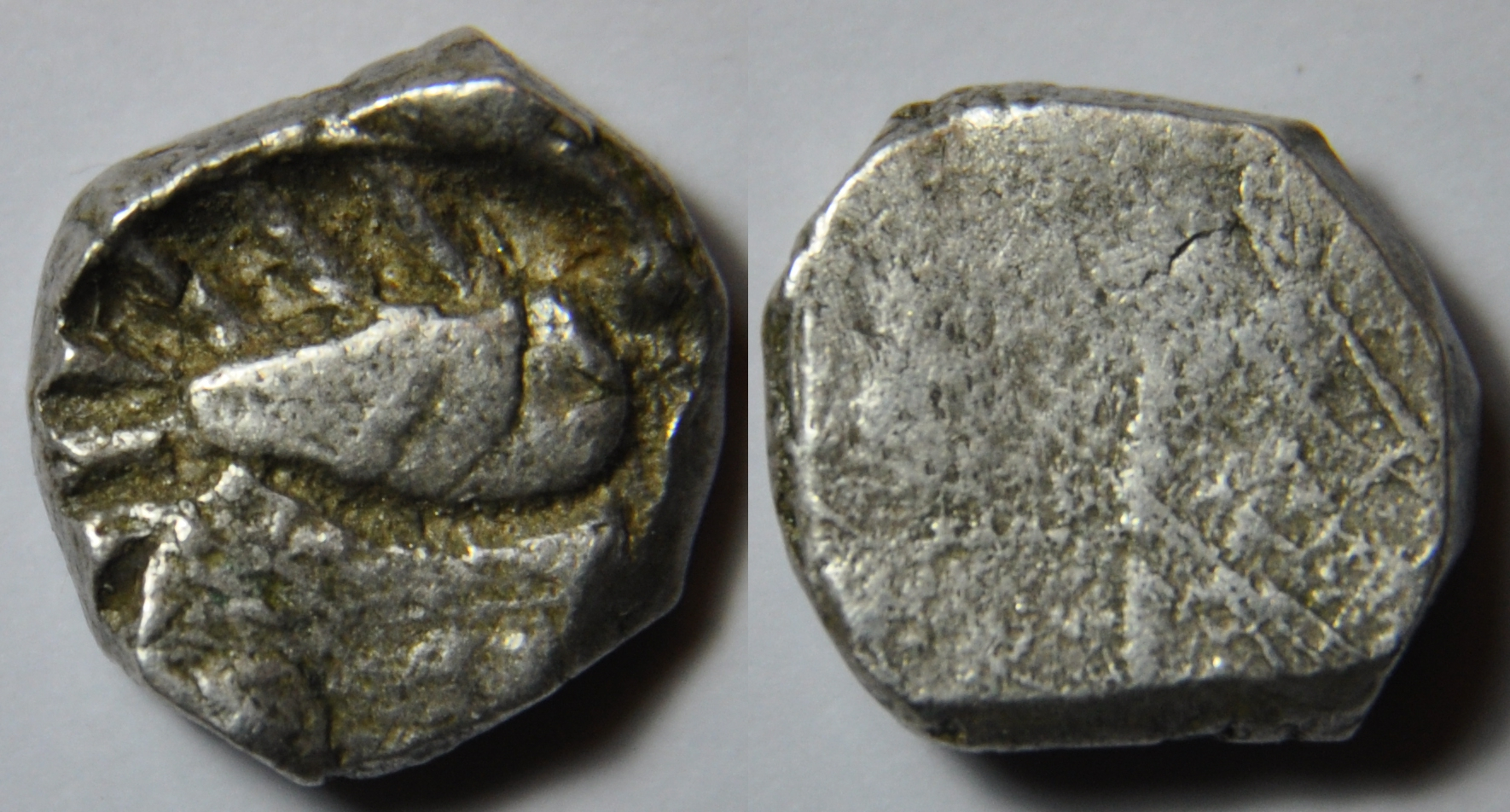
Srebrne monety z królestwa Awanti

Awanti (skt अवन्ति) – jedno z szesnastu mahājanapad (w sanskrycie, "wielkie państwo"). Prowadziło wojny z sąsiednim królestwem Magadha. Uznawane za miejsce powstania języka pali.